# Butlletí de l'Associació Protectora de l'Ensenyança Catalana
El Butlletí de l'Associació Protectora de l'Ensenyança va ser una publicació que tenia com objectiu la difusió de la cultura catalana i temes relacionats amb l'ensenyança. Va estar activa des de l'any 1917 fins al 1936.
El butlletí va ser impulsat per l'Associació Protectora de l'Ensenyança Catalana, que era una entitat creada pel pedagog Francesc Flos i Calcat. Aquesta entitat tenia com a objectiu fer créixer l'escola catalana impulsant nous models pedagògics. L'associació necessitava eixos a través dels quals impulsar les seves idees, com el butlletí.
En el moment de la primera publicació del butlletí, el president de l'associació era el sabadellenc Manuel Folguera i Duran.
El format de la revista era molt senzill. Es tractava d'una portada simple amb el nom de la revista i sovint una petita il·lustració. A la primera pàgina apareixia l'índex i a continuació es podia començar a llegir el butlletí. En alguns exemplars apareixen anuncis publicitaris.
La periodicitat de la revista era mensual, exceptuant els mesos de juliol, agost i setembre. L'any 1923 es va deixar d'imprimir, a causa de la censura imposada per la dictadura de Primo de Rivera. L'octubre de 1930 el butlletí va tornar a publicar-se, fins a l'any 1936.

## Història
El Butlletí de l'Associació Protectora de l'Ensenyança Catalana es va publicar durant catorze anys.
La revista va patir algunes suspensions. Cal esmentar la de 1923, amb l'arribada al poder de Primo de Rivera. Moltes revistes o elements culturals representatius de Catalunya van patir una estricta censura i aquest butlletí no va ser cap excepció, i es va deixar de publicar fins a l'any 1930. La revista té dues etapes diferents, fins i tot a les portades marca a quina etapa pertany cada revista. La primera etapa és abans del 1930 i la segona a partir d'aquest any. Durant els últims anys, alguns mesos la revista no es publicava.
El Butlletí de l'Associació Protectora de l'Ensenyança Catalana no tenia unes seccions definides. Cada revista començava amb un índex assenyalant les pàgines de les diverses seccions d'aquell mes, que depenien del que hagués passat en l'àmbit pedagògic o bé eren recopilacions de textos de diversos pensadors.
Els últims números publicats corresponen als mesos de febrer i abril de 1936. A l'últim exemplar, en cap secció de la revista es fa referència a la seva desaparició. El juliol del 1936, esclata la Guerra Civil, després d'un cop d'estat. Probablement tots aquests fets van portar a la desaparició de la revista.

## Relació de directors, redactors i col·laboradors
Francesc Flos i Calcat va crear l'Associació Protectora de l'Ensenyança Catalana i Manuel Folguera i Duran era el director de l'Associació quan es va fundar el butlletí. Es poden considerar els principals impulsors del butlletí. Cal també esmentar a Josep Obiols, qui s'encarregava d'il·lustrar totes les cobertes de les revistes.
El butlletí va comptar amb la col·laboració de nombrosos autors, que variaven sovint.
També es va necessitar una productora, que en aquest cas va ser la Biblioteca de Catalunya. La impremta La Renaixença va ser l'encarregada de la impressió.